# Fizika ronjenja
Fizika ronjenja je jedna od oblasti fizike koja se u okviru medicine rada, pomorske, hiperbarične i sportske medicine bavi izučavanjem uticaja suštinskih svojstava prirodnih pojava na organizam ronilaca, kesonskih radnika, vojnih i sportskih ronilaca, koji tokom ronjenja borave pod vodom uz obezbeđenje fizioloških uslova za disanja (ronjenje sa aparatom) ili bez osiguranja tih uslova (ronjenje zadržavanjem daha). Za fizika ronjenja posebno je značajno poznavanje onog dela fizike koji proučava ponašanje gasova, principe delovanja sile potiska u tečnostima i načine na koji se vrši razmena toplote i prostire svetlost i zvuk.

## Osnovne postavke
Ronjenje počinje kada ronilac zaroni u vodu i prestaje disati atmosferski vazduh, a završava se kada ga nakon izronjavanja počne ponovno udisati.
Ronjenje uvodi čoveka u strani svet, svet koji nije zamišljen da on u njemu komforno boravi i živi. U tom „svetu” ronioci su izloženi uslovima „negostoljubive” sredine, u kojoj se čovek na nalazi u drugim aktivnostima, a uključuju povećani pritisak okoline, povećani parcijalni pritisak kiseonika i povećani otpor disanju, povećani otpor kretanju, dodatnu težinu i pritisak ronilačke opreme i stres uzrokovan hladnoćom.
Efekti vremena kao što je vetar, koji izaziva talase, i promene temperature i atmosferski pritiska na i u vodi negativno utiču na ronioca. Čak i umereno jaki vetrovi mogu sprečiti ronjenje zbog povećanog rizika od gubitka na moru ili povrede. Niske temperature vode zahtevaju da ronioci nose ronilačka odela jer mogu da izazovu probleme kao što je zamrzavanje ronilačkih regulatora.
To su samo neki razlozi zašto se izučava fizika ronjenja koja omogućava lekarima i roniocima da shvate i preduzmu mere zaštite od mogućih različitih negativnih uticaja okoline koji se javljaju kada neka osoba zaroni u vodu ili nosi ronilačku opremu koja mu povećava otpor disanju i radno opterećuje respiratorni i kardiovaskularni sistema.
Ronjenje na vazduh pod pritiskom sastoji se od udisanja vazduha (mešavina različitih gasova, najčešće kiseonika i azota) na različitim dubinama zarona. Gas se u organizmu ponaša prema zakonima fizike na određenim dubinama zarona, što zavisi od pritiska okoline u kojoj je gas izložen određenim promenama. Kako ronilac roni dublje, spoljašnji pritisak se povećava.
Na nivou mora pritisak iznosi jednu atmosferu, a povećava se za svakih deset metara ispod nivoa mora, tako da na 10 metara pod vodom pritisak iznosi 2 atmosfere (udvostručuje se), na 20 metara iznosi 3 atmosfere itd. 
Ako dođe do pada pritiska izvan tela (kao pri izronu, u avionu ili tokom leta u svemir) rastvoreni gas u telu ronioca prelazi u gasovito stanje što se najčešće manifestuje pojavom mehurića u perifernoj krvi, desnoj strani srca, u plućnoj cirkulaciji i dalje u krvotoku. Venski gasni mehurići, kada se pojavljuju bez izraženih kliničkih znakova dekompresione bolesti (skraćeno DB), nazivaju se „tihim mehurićima“ (4). Iako su „tihi mjehurići“ asimptomatski, prisustvo mnoštva mehurića gas u venskoj cirkulaciji jasno je povezano s visokim rizikom nastanka DB.

## Osnovne osobine vazduha
Vazduh je smeša gasova od kojih su neki u vrlo promenljivom sastavu: azota ima 78,08%, kiseonika 20,95%, argona 0,93% i u vrlo malim količinama kriptona, ksenona, helijuma, neona i drugih. U promenljivim količinama u vazduhu može biti vodene pare, ozona, ugljen-dioksida, radona i drugih. Sastav vazduha varira na različitim visinama. Pri većoj visini smanjuje se sadržaj kiseonika, a povećava se sadržaj vodonika.
Osnovna razlika između gasova, tečnosti i čvrstih supstancija je u tome što se gasovi prostiru ravnomerno po celoj zapremini suda u kome se nalaze ili u prostoru u kome se nalaze. Ovo se objašnjava velikom pokretljivošću molekula gasa koji se kreću haotično, pri čemu nijedan pravac kretanja nema prednost. 
Ako se na putu molekula gasa nalazi neka prepreka (npr zidovi suda) molekuli gasa udaraju u njih i na njih vrše pritisak. Na taj način gas koji se nalazi zatvoren u nekom sudu vrši pritisak na zidove suda na sve strane jednako. 
| „ | Dakle pri stalnoj masi gasa njegov pritisak je utoliko viši ukoliko je manja zapremina suda jer tada molekuli gasa češće udaraju u zidove suda što uslovljava povišenje pritiska. Pored toga pritisak gasa je viši i na višoj temperaturi jer tada molekuli udaraju u zidove suda češće i većom brzinom. | ” |

## Osnovne osobine vode
Voda je tečnost bez boje, mirisa i ukusa. Univerzalni je rastvarač i jedina supstanca koja se u prirodi nalazi čista u sva tri agregatna stanja. Po hemijskom sastavu (H2O) vode je sastavljena od dva molekula vodnika i jednog molekula kiseonika povezanih kovalentnim vezama. U prirodi ovako čistu vodu veoma retko nalazimo. 
Voda u sebi ima i rastvorenih gasova koji su u kontaktu sa vodom i rastvorenim mineralima. Morska voda zbog rastvorene velike količine soli ima veću masu i gustinu u odnosu na slatku vodu. Morska voda je gušća od vazduha za oko 788 puta, dok je slatka voda gušće od vazduha za oko 780 puta. 
Voda je fluid (tečnost) i jedan litar vode ima zapreminu od 1 dm³ i masu od 1 kg. U fluidima (gasovi i tečnosti) pritisak se prenosi ravnomerno u svim pravcima – Paskalov zakon. Zbog nestišljivosti vode (voda nije podložna sabijanju) pritisak u vodi raste linearno sa dubinom i za svakih 10 m dubine povećava se za 1 bar.

### Voda i toplota
Voda ima veliki toplotni kapacitet,zbog čega se sporo zagreva ali i sporo hladi. Za razliku od drugih materija u prirodi koje se prilikom hlađenja skupljaju voda je najgušća na 4 0C stepena. Ukoliko temperatura i dalje pada voda se širi i kristalizuje u led koji ima manju gustinu od vode. Led koji pliva na površini služi kao izolator i sprečava dalje zaleđivanje vode. Ove osobine su veoma bitne za klimu na zemlji i opstanak biljnog i životinjskog sveta. 
Kako voda ima oko 25 puta bolju toplotnu provodljivost nego vazduh ronioci su često izloženi pothlađivanju i neophodna im je odgovarajuća termička zaštitna oprema.
Tokom zarona, temperatura vode na dubini zarona je po pravilu niža nego temperatura na površini, a regulacija temperature tela je po pravilu otežana, što zahteva upotrebu odgovarajuće zaštitne odeće za izlaganje takvim temperaturama. Takođe uranjanje u hladnu vodu može izazvati hiperventilaciju koja normalno prestaje unutar nekoliko minuta. Za vreme uranjanja u hladnu vodu dolazi do povećanja aktivnosti simpatičkog nervnog sistema što uzrokuje povećanje frekvencije srca. Takođe, kao posledica zaranjanja, srce mora raditi više zbog povećanja perifernog otpora. Od drugih faktora koji povećavaju rizik tokom ronjenja su zastoja srca u ronilaca izazvan ronilačkim refleksom. 

### Ronjenje i svetlost
Svetlosti u vodi je pod uticajem mnogobrojnih promena kao što su; atmosferski uslovi (magla, kiša, sneg itd), zamućenja vode (prirodnom ili industrijskom kontaminacijom) i fizičkim promenama kao što su refleksija, refrakcija i apsorpcija svetlosnog zraka. Zato svetlost u vodi, ima druge karakteristike u odnosu na vazdušnu sredinu (zemljinu atmosferu), iznad površine vode. 
Pre nego što uđe u vodu svetlosni zrak se usled velike gustine vode u odnosu na vazduh reflektuje (odbija). Kolika će biti refleksija zavisi od ugla pod kojim svetlost dolazi do površine vode. Ako je sunce u zenitu refleksija će biti mala oko 2% dok se u jutarnjim i večernjim satima svetlost reflektuje i do 35%. Poznavanje ovih promena od izuzetne je važnosti za podvodne aktivnosti čoveka kao što je ronjenje.
Zamućenost vode
Zamućenost vode (plankton, mulj, nerastvorene materije i sl.) sprečava prodor svetlosti u dubinu i glavni je uzrok slabe vidljivosti na većim dubinama. Zbog ovih čestica svetlost se rasipa – difundira i zbog toga se predmeti u vodi ne vide oštro i jasno (nema jasnih seniki predmeta pod vodom).
Apsorpcija svetlosti
Voda ima sposobnost da apsorbuje (upije) svetlost. Što je veća dubina više je svetlosti apsorbovano, a njena energija je pretvorena u toplotu kojom se voda zagreva. Kako svaka boja u sastavu sunčevog spektra ima svoju talasnu dužinu one ne prodiru jednako duboko u vodu. Prvo se gubi crveni deo spektra, zatim narandžasti, pa žuti i ljubičasti, dok zeleni i plavi deo spektra prodire veoma duboko. Zbog iznetog predmeti na većim dubinama imaju plavo-zelenkastu boju. 
Refleksija svetlosti u vodi
Svetlost se lomi (refrakcija svetlosti) prilikom prelaska iz jedne u drugu po gustini različitu optičku sredinu (npr štap uronjen u vodu će izgledati kao da je slomljen na mestu prodora u vodu). Ovo se događa jer postoji razlika u indeksu loma svetlosti u vazduhu i vodi i brzini prostiranja svetlosti kroz ova dva medijuma. 
S obzirom da je oko prilagođeno primanju svetlosnih zraka koji se prostiru kroz vazduh predmeti se golim okom u vodi vide neoštro (dalekovidost 32 dioptrije). Zbog navedenog koristi se maska sa staklom koja izoluje oko od vode i time se postiže odgovarajuća razlika u indeksu loma svetlosti u vazduhu i oku. Ova razlika omogućava da se svetlosni zrak lomi tačno na žutoj mrlji u mrežnjači oka i da se predmeti vide jasno i oštro. S obzirom da u ronjenju svetlost prolazi kroz vazduh-vodu-staklo maske-vazduh-optički aparat oka, predmeti će se videti bliže za ¼ nego što su stvarno udaljeni i biće za 1/3 veći nego što stvarno jesu.

### Voda i zvuk
Zvuk u vodi ili zvuk pod vodom, po svom ponašanju razlikuje se od njegovog ponašanja pri prostiranju kroz vazduh, i slično je pojavama koje se javljaju kod svetlosti u vodi, u okeanu, reci, jezeru ili rezervoaru (bazenu). 
Zvuk kao i svetlost je talasno kretanje, samo što svetlost predstavlja prostiranje elektromagnetskih talasa koji mogu da se šire i kroz vakuum, dok se zvučni talasi prenose posredstvom molekula sredine kroz koju se zvuk širi.
Proučavanjem načina i granica prostiranja zvuka u vodi i njegovu interakciju sa mehaničkih talasima koju čini zvuk sa vodom, bavi se podvodna akustika (hidroakustika). Tipične frekvencije zvuka koje se određuju u podvodnoj akustici su između 10 Hz i 1 MHz. Prostiranje zvuka u okeanu, na frekvencijama nižim od 10 Hz obično nije moguća bez prodora zvuka duboko do morskog dna, dok se frekvencije iznad 1 MHz retko može odrediti, jer se ove frekvencije u vodi veoma brzo apsorbuju.
Brzina prostiranja zvuka kroz neku sredinu zavisi od karakteristika te sredine ili fluida i može se izračunati po relaciji:
{\displaystyle c={\sqrt {\frac {p_{a}\chi }{\rho }}}}
gde je:
- pа — atmosferski pritisak,
- {\displaystyle \rho } — gustina vazduha
- {\displaystyle \chi } = 1,4.

Zvuk u vodi i ronjenje
Pod vodom ne može da se razgovara na način kako se to čini u vazduhu što ograničava komunikaciju između ronioca ili sa roniocima, jer je čovekov organ govora, kroz njegov evolutivni razvoj, prilagođen za vazdušnu sredinu, a jačina zvuka opada pri prelasku iz vode u vazduh i iz vazduha u vodu. Dva ronioca u opremi za ronjenje mogu međusobno da razgovaraju ako im se šlemovi dodiruju (metal lako prenosi zvuk) ali već na rastojanju od nekoliko santimetara zvučna komunikacija između njih nije moguća. Takođe zbog velike brzine prostiranja zvuka u vodi čovek ne može da zapazi vremensku razliku između trenutka dolaska zvuka u jedno i drugo uvo i on najčešće ima osećaj da je zvuk jači i bliži. Zbog toga ronilac gubi sposobnost da odredi pravac i smer izvora zvuka. 
Za ronioca ili plivača gubitak ove sposobnosti može da ima ozbiljne posledice ukoliko su izvori zvuka za njih opasani objekti (motorni čamac, brod itd). Takođe kako je intenzitet buke pod vodom veći, da ronilac ne bi ugrozio zdravlje on mora da ima podatke o jakim izvorima buke u vodi. Snažne zvučne eksplozije pod vodom prati snažan zvučni talas visoke energije (koji se ponaša kao snažan pritisak ili udar) koji može delovati na ronilaca i dovesti do povreda, ronilačka barotrauma šupljih organa (uva - aerootitis, sinusa - aerosinuzitis, pluća - pneumotoraks, barotrauma šupljih organa trbuha itd).

## Osnovni gasni zakoni
Osnovni gasni zakoni, zakoni idealnih gasova, koji su od značaja za fiziku ronjenja su skup zakona koji opisuju odnos između termodinamičke temperature (T), pritiska (P) i zapremine (V) gasova. Oni su zbirka pravila, koja su otkrivena između kasne Renesanse i ranog 19. veka. Pri razmatranju dejstva bilo kakvog pritiska (atmosferskog, vodenog ili gasova koje organizam koristi pri disanju), a koji deluje na ljudsko telo moraju se uzeti u obzir svi zakoni fizike, vezano za ovu materiju, kako bi se njihovom pravilnom primenom u praksi obezbedila i održala stalna ravnoteža pritiska koji deluje na organizam čoveka.
Vazdušno prostranstvo koje okružuje Zemljinu površinu, uključujući tu i nama sve dostupniji podvodni svet , sastoji se od materije i od energije. Svaka prirodna pojava vezana je za promenu oblika materije. 
Fizika proučava kretanje materije u prirodi i uzajamno dejstvo različitih oblika materije i energije. U jednom kubnom santimetru gasa na temperaturi od 0 °C i pri pritisku od 1 atmosfere nalazi se preko 2,7 × 10¹³, molekula koji sadrže dva ili više atoma.

### Arhimedov zakon
Na telo koje je potopljeno u vodu uvek sa svih strana u vertikalnom pravcu i smeru prema površini deluju sile, koje se nazivaju sila potiska. Sile koje deluju bočno (Fb) na potopljeno telu su u ravnoteži i međusobno se poništavaju. Kako je sila F2 uvek veća od sile F1 sila potiska Fp će delovati u smeru naviše. 
Tela koja plivaju na površini vode imaju pozitivnu plovnost (uzgon), tela koja lebde imaju neutralnu plovnost, a tela koja tonu imaju negativnu plovnost (nizgon). 
Ponašanje čvrstih tela u tečnostima definisao je Arhimed svojim zakonom. 
Definicija
Telo uronjeno u tečnost prividno gubi od svoje težine onoliko koliko teži njime istisnuta tečnost, odnosno telo istisne onoliko tečnosti koliko iznosi njegova zapremina.
Ako je težina istisnute tečnosti zaronjenog tela veća od težine samog tela, telo ima pozitivnu plovnost, a ako je manja, telo tone. Uzgonska sila koja deluje na uronjena tela zavisi od gustine tečnosti – tako da što je gustina veća uzgonska sila je takođe veća. Prema tome sila potiska jednaka je težini istisnute tečnosti. Zbog rastvorenih soli morska voda ima veću gustinu nego slatka voda. Usled toga ronilac ima veću plovnost u moru.
Ronilačka oprema povećava količinu istisnute vode što uzrokuje još veću plovnost. Upotrebom tegova i kompenzatora plovnosti postiže se neutralna plovnost ronioca. 
Fp = m x g
m = q x V
Fp = q x V x g
gde je:
- Fp = sila potiska
- m = masa
- V = zapremina zaronjenog tela
- g = sila gravitacije 9,81 m/s2
- q = gustina tečnosti

### Bojl-Mariotov zakon
Ovaj zakon u fizici reguliše odnos pritiska, zapremine i gustine gasova. Bojlov zakon je jedan od gasnih zakona, koji je naziv dobio po irskom prirodnjaku Robertu Bojlu. Kako je u izradi ovog zakona učestvovao i francuski fizičar Edmu Mariotu u praksi se on naziva i Bojl-Mariotov zakon.
Definicija zakona
Za koliko puta povećamo pritisak gasa, toliko puta ćemo smanjiti zapreminu i obrnuto, uz uslov da je temperatura konstantna.
Izvođenje zakona
Gde je:
V — zapremina gasa
p — pritisak gasa
k — konstanta (const)
Vrednost konstante-(const) k je izračunata iz merenja zapremine i pritiska stalno iste količine gasa. Nakon promene u sistemu, najčešće prisilnom promenom u obimu cevi koje sadrži istu količinu gasa, novi obim i novi pritisak se mere. Rezultat izračunatog logaritama novog pritiska i novog obima bi trebalo da budu originalna vrednost k konstante (const). Zapremina V i pritisak p su obrnuto proporcionalni: veći obim znači manji pritisak, te manji obim znači veći pritisak.
{\displaystyle \qquad \qquad pV=k(const)}
Ako se zapremina povećava
{\displaystyle \qquad \qquad p1_{V}1=k(const)}
{\displaystyle \qquad \qquad V_{1}>V=>P_{1}<P}
Znači da je proizvod pritiska i zapremine takođe jednak konstanti:
{\displaystyle \qquad \qquad p_{V}=k(const)}
или
{\displaystyle \qquad p_{1}V_{1}=p_{2}V_{2}}
U praksi se ova jednačina rešava na način da se iz jednačine ispod odredi dejstvo promena u drugoj jednačini.
{\displaystyle \qquad p_{2}=p_{1}V_{1}/V_{2}}
Pomoću ove formule moguće je izvesti računicu za mnoge praktične stvari vezane za promenu pritiska ili zapremine kada ronilac menja dubinu zarona. Međutim proračun po ovoj formuli treba prihvatiti u načelu, jer zbog fizioloških reakcija organizma smanjivanje zapremine pluća je slabije od predviđenog.
Prilikom ronjenja na dah na 20 metara dubine zapremina pluća ronioca će se smanjiti na 1/3 i iznosiće 2 litre, dok su sa daljom promenom dubine mnogo veća promena zapremine vazduha na manjim nego na većim dubinama.
- od površine do 10 metara dubine promena pritiska je 1 bar, a promena zapremine je 5 0% (u ovom primeru 3 litre);
- od 10 metara dubine do 20 metara dubine takođe je promena pritiska 1 bar ali je promena zapremine 33% (u ovom primeru 2 litre)
- od 20 metara dubine do 30 metara dubine promena pritiska je 1 bar ali je promena zapremine 25% (po računici bi iznosilo 1,5 litara) itd.

Iz ovoga primera se vidi da je pri površini (od 0-10 metara dubine) zapremina pluća smanjena na 3 litre, dalje (od 10-20 metara dubine) zapremina se smanjuje samo za 1 litru, a na dubinama od 20-30 metara zapremina pluća se smanjila samo za 0,5 litara.
Imajući u vidu da se većina barotraumskih povreda ronioca dešava na manjim dubinama, ronilac koji diše iz aparata, u plućima će imati istu zapreminu
kao i na površini, ali je pritisak vazduha u plućima jednak okolnom pritisku, tako da je količina normalnih litara vazduha u plućima jednaka
proizvodu pritiska i zapremine.

## Henrijev zakon
Da se gasovi u prirodi ne nalaze samo kao slobodni, već i kao rastvoreni u raznim tečnostima, to dokazuje zagrevanje vode, u kojoj se posle izvesnog vremena javljaju mehurići nekog gasa rastvorenog u njoj. Gasovi rastvoreni u tečnosti zadržavaju svoje osobine, i vrše pritisak na zid suda u kome se nalaze i pored toga što su apsorbovani ili rastvoreni. Koliko će se gasa rastvoriti u nekoj tečnosti zavisi od parcijalnog pritiska koji gas vrši na površinu tečnosti i temperature. Drugim rečima, sa povećanjem pritiska povećava se i mogućnost tečnosti da rastvori neki gas, dok se sa povećanjem temperature taj kapacitet smanjuje.
Ovu pojavu prvi je objasnio Vilijam Henri u svom gasnom zakonu govori o odnosu pritiska i rastvorljivosti gasova u tečnostima.
Henrijev zakon ima veliku primenu u ronjenju jer gasovi koji se udišu pod povišenim pritiskom pokazuju tendenciju rastvaraju u organizmu (koji je najvećim delom sastavljen od vode).
Definicija
Količina gasa koja se rastvara u nekoj tečnosti je direktno proporcionalna parcijalnom pritisku tog gasa, na zadatoj temperaturi. 
Tkiva u organizmu razlikuju se po brzini i količini rastvaranja gasova što u osnovi zavisi od prokrvljenosti dotičnog tkiva. Što je tkivo više prokrvljeno brzina apsorpcije gasa će biti veća. 
Rastvaranje gasova je veoma bitno za ronioce koji dišu uz pomoću ronilačkih aparata u fazi izrona, jer se prilikom izrona pritisak smanjuje u odnosu na pritisak kojem je ronilac bio izložen u toku ronjenja. Usled toga rastvoreni gasovi se teže izdvoje iz tkiva. 
Ukoliko se brzo izranja u organizmu ronioca stvara se velika količina gasova koji se ne mogu u optimalnom vremenu eliminisati redovnim tokovima metabolizma usled čega nastupa stanje dekompresione povrede.

### Gej-Lisak (Čarlsov) zakon
Pritisak gasa je stalan ako su stalni njegova zapremina i temperatura. Ovi parametri nisu međusobno nezavisni već su vezani određenom funkcionalnom zavisnošću. Promena jednog parametra uslovljava i promene drugih parametara. I dok je kod Bojl-Mariotovog zakona akcenat stavljen na konstantnu temperaturu, kod ovog zakona temperatura je promenjiv faktor dok je zapremina konstantna.
Definicija
Kod konstantne zapremine pritisak gasa je proporcionalan sa temperaturom.
Matematički bi se to moglo izraziti kao:
{\displaystyle {\tfrac {V}{T}}=const.}
Ili kao opšti zakon (Bojl-Mariotov + Gej-Lisakov zakon)
{\displaystyle {\tfrac {V}{T}}=const.} x V
Gde je:
- P = apsolutni pritisak;
- V = zapremina suda;
- T = apsolutna temperatura izražena u Kelvinovim stepenima (O °C = 273 stepena K)

Prema tome ako se zagreva posuda sa gasom pritisak će u njoj rasti. Na primer kod punjenja ronilačkih boca, sa porastom pritiska boce se zagrevaju i obratno kod hlađenja boca odvija se obrnuti proces što uslovljava pad pritiska u boci. Ovo je veoma bitno za proračun autonomije ronjenja jer boca koja je napunjena i topla imaće jedan pritisak, a nakon hlađenja i ulaska u vodu manometar će pokazati niži pritisak u boci.
Primer: Boca zapremine 10 litara vazduha napunjena je na 200 Bara i zagrejala se na temperaturu od 35 °C (308 Kelvina). Voda u kojoj se roni
ima temperaturu od 17 °C (290 Kelvina) pritiska u boci nakon hlađenja boce na temperaturu vode izračunava se: 
{\displaystyle {\frac {P_{1}}{T_{1}}}={\frac {P_{2}}{T_{2}}}\qquad {\text{ili}}\qquad P_{1}T_{2}=P_{2}T_{1}.}
- P1 = pritisak nakon punjenja boce
- T1 = temperatura boce nakon punjenja
- T2 = temperatura vode
- P2 = ? (pritisak u boci nakon hlađenja)

ili prema zadatim podacima iz primera: 
{\displaystyle {\frac {200}{308}}={\frac {P_{2}}{290}}} ili P2 = 200 x 290/308 - 188,31 Bar
Znači pritisak u boci je nakon hlađenja pao za oko 12 Bara, što bitno utiče na autonomiju ronjenja. 
Iz ovog zakona proističe potreba da se merenje pritiska u bocama vrši neposredno pre ronjenja (kada je boca hladna) i da se na osnovu tih rezultata pravi proračun potrošnje vazduha u toku planiranog ronjenja. Merenje pritiska u bocama vrši se neposredno pre ronjenja (kada je boca hladna)!

## Napomene
1. ↑  Preventivnom upotrebom profilaktičkih dekompresionih tablica i poznavanjem tehnike ronjenja može se sprečiti ova pojava.

## Literatura
- Peter Bennett and David Elliott, The Physiology and Medicine of Diving, 4th edition, 1993, W.B.Saunders Company Ltd, London.
- Anders Lindén: Arne Zetterström and the first hydrox dives, published by the Swedish National Defence Research Institute in 1985.

## Spoljašnje veze
- Exotic diving gases — Autor: Matti Anttila, Ph.D (језик: енглески)
- Flying After Diving- How Long Should You Wait? (језик: енглески)

|  | Molimo Vas, obratite pažnju na važno upozorenje u vezi sa temama iz oblasti medicine (zdravlja). |